# Преторијска префектура
Преторијска префектура (лат. Praefectura praetorio) била је територијална јединица позног Римског царства у доба Домината (293-476). После пада Западног римског царства (476), ова подела се одржала у Византији још неко време.

## Позадина
Реформе цара Диоклецијана (293-305) и Константина Великог (324-337) имале су за циљ да ојачају централну власт и ослабе власт намесника у провинцијама, чије су побуне и узурпације обележиле цео 3. век и довеле до кризе Римског царства. То је постигнуто уситњавањем (поделом) провинција, одвајањем војне и цивилне власти у провинцијама и формирањем централне државне администрације на челу са царским канцеларом.

## Историја
Реформама Константина Великог (324-337) читаво Римско царство било је подељено у 4 преторијске префектуре (Исток (Оријент), Илирик, Италија и Галија), које су се даље делиле на дијецезе (укупно 14), а ове на провинције (укупно око 120). Како би се смањила моћ локалних заповедника и могућност побуне против централне (царске) власти, Диоклецијанов и Константинов управни систем увео је начелно одвајање војне и цивилне власти: војна власт у префектурама била је у рукама дукса (лат. dux), а цивилна управа била је у надлежности преторијанског префекта (дијецезама су управљали викари, а провинцијама намесници). Да би се моћ преторијанских префеката додатно смањила, Рим и Цариград били су изузети из њихове надлежности и потчињени својим градским префектима.
У почетку се обим па чак и број префектура мењао, и тек од краја 4. века њихове границе су се усталиле. Огромна Источна префектура (лат. Praefectura praetorio per Orientem), која се састојала од Египатске, Источне, Понтијске, Азијске и Трачке дијецезе, захватала је Египат са Либијом (Киренаиком), предњу Азију и Тракију. Суседна Илирска префектура (лат. Praefectura praetorio per Illyricum), коју су сачињавале Дачка и Македонска дијецеза, простирала се средином Балканског полуострва од Грчке на југу до Дунава на северу. Италијанска префектура (лат. Praefectura praetorio Illyrici, Italiae et Africae) обухватала је, поред Италије, највећи део Латинске Африке, а с друге стране, Далмацију, Панонију, Норик и Рецију. У Галску префектуру (лат. Praefectura praetorio Galliarum) улазиле су Галија, римски део Британије, Иберско полуострво и западни део Мавританије.